# Papendorp
Papendorp è una località costiera sudafricana situata nella municipalità distrettuale di West Coast nella provincia del Capo Occidentale.

## Geografia fisica
Il piccolo centro abitato sorge presso la foce del fiume Olifants a circa 245 chilometri a nord di Città del Capo. La cittadina di Strandfontein è situata a pochi chilometri verso sud lungo la costa.